# Jeu vidéo textuel

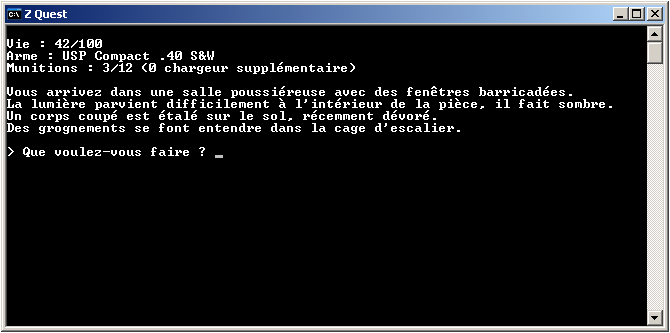
Z Quest, un jeu d'aventure textuel.

Un jeu vidéo textuel ou jeu vidéo en mode texte (text-based game en anglais) est un jeu vidéo sur écran qui n'utilise pas de graphisme, mais uniquement des phrases (texte, des questions et des réponses), sauf dans certains cas (l'art ASCII par exemple).
Ce genre de jeux était commun de 1970 à 1990 (par exemple, sur MS-DOS ou Apple II), même si aujourd'hui encore certains développeurs (pour la plupart amateurs) créent des jeux textuels.

## Principe
Dans un jeu  textuel, le joueur est invité à entrer des actions (se baisser pour ramasser une clé, examiner un tronc d'arbre, marcher vers le sud, tuer un monstre, etc.) en fonction du contexte et lieu où il se trouve qui est décrit par le programme (vous vous trouvez devant le porche de la maison, vous êtes dans la forêt face à une orque, etc.) pour avancer dans le jeu. De multiples autres critères entrent parfois en compte (vie, arme, état du personnage, etc.).

### Avantages
- Un jeu textuel est généralement plus facile à programmer grâce aux nombreux langages de programmation disponibles aujourd'hui qu'un jeu graphique du même genre.
- De par son absence de graphismes, un jeu textuel stimule l'imagination puisque c'est le joueur lui-même qui doit, en fonction de ce que le jeu lui expose, créer mentalement l'univers du jeu.
- Dans la plupart des cas, les jeux textuels ont un univers riche et travaillé - l'utilisation du langage écrit permet de donner un style littéraire particulier au jeu.
- Grâce à la légèreté du code (qui peut varier selon le langage de programmation utilisé), à la diversité des langages de programmation et à l'absence de graphisme, les jeux textuels se lancent aujourd'hui très rapidement sur n'importe quelle machine.

### Inconvénients
- À l'heure actuelle, de par les normes installées par les jeux récents, un jeu qui ne propose pas de graphismes est assez mal vu, voire sans intérêt pour beaucoup de joueurs.
- L'interactivité avec le joueur est très rarement en "temps réel", mais en tour par tour, (Alternance description de la situation par le programme / entrée des actions du joueur), ce qui peut limiter l'immersion dans le jeu.
- La difficulté est souvent mal dosée dans les projets amateurs : il est difficile d'éviter des situations de blocage si le joueur ne trouve pas LA bonne action à réaliser pour progresser, et cette action ne doit être ni triviale ni impossible à trouver afin de garder de l'intérêt au jeu.
- Malgré la simplicité de programmation, créer un jeu textuel demande cependant beaucoup de temps et de patience pour obtenir un résultat de qualité, car il peut être compliqué de se répartir la programmation à plusieurs sur un jeu de ce type.
- Sortir un jeu textuel à but commercial est aujourd'hui presque impossible, le public visé est bien trop réduit (en partie à cause de la méconnaissance de ce type de jeu) et se constitue avant tout des fans du Retrogaming.

## Exemples de jeux en mode texte
- Amnesia : jeu d'aventure créé par Thomas M. Disch, très connu pour être le seul jeu d'aventure textuel publié par Electronic Arts.
- Candy Box : jeu d'aventure créé par aniwey, ayant connu une renommée fulgurante peu après sa sortie en 2013.
- Colossal Cave Adventure : jeu d'aventure créé par William Crowther en 1976 ayant remporté un franc succès.
- Rogue : jeu d'aventure très connu ayant créé le principe du Rogue-like, créé par Michael Toy, Glenn Wichman et Ken Arnold en 1980.
- Zork : jeu d'aventure ayant une certaine renommée, créé par Tim Anderson, Marc Blank, Bruce Daniels et Dave Lebling en 1977.